# Pontifícia Comissão Ecclesia Dei
A Pontifícia Comissão Ecclesia Dei (Pontificia Commissio Ecclesia Dei) foi instituída pelo Papa João Paulo II no dia 2 de julho de 1988, através do Motu Próprio Ecclesia Dei, tinha a tarefa de colaborar com os bispos, com os Dicastérios da Cúria Romana e com os ambientes interessados, a fim de facilitar a plena comunhão eclesial dos sacerdotes, dos seminaristas, das comunidades ou de cada religioso ou religiosa até agora ligados de diversos modos à Fraternidade São Pio X fundada pelo falecido arcebispo Dom Marcel Lefebvre, que desejam permanecer unidos ao Papa na Igreja Católica. 
Com o Motu Próprio Summorum Pontificum, do dia 7 de julho de 2007, o Papa Bento XVI ampliou as faculdades da Pontifícia Comissão, afirmando que a mesma Comissão, além das faculdades de que goza, exercerá a autoridade da Santa Sé, vigiando sobre a observância e a aplicação destas disposições. No dia 2 de julho de 2009, o Papa Bento XVI por meio do Motu Próprio Ecclesiae Unitatem, atualizou a estrutura da Pontifícia Comissão e também a uniu de forma mais estreita com a Congregação para a Doutrina da Fé, com o fim de adaptá-la à nova situação surgida com a revogação da excomunhão dos quatro bispos consagrados pelo arcebispo Lefebvre, assim pois, deste modo garante um fiel diálogo acerca das questões doutrinais advindas da separação ocorrida.
Desde então até sua supressão, a Comissão tinha como Presidente o Prefeito da Congregação para a Doutrina da Fé, e era composta de um organograma próprio, formado pelo seu secretário e pelos oficiais.
Em 19 de janeiro de 2019, o Papa Francisco suprimiu a Comissão, atribuindo suas tarefas inteiramente à Congregação para a Doutrina da Fé.
Com o motu proprio Traditionis custodes de 16 de julho de 2021, fez passar para outras congregações todas as competências que eram da Comissão exceto a das relações com a Fraternidade Sacerdotal São Pio X, que é de natureza prevalentemente doutrinal.

## Presidentes
|             | Nome                             | Período     |             |
| Presidentes | Presidentes                      | Presidentes | Presidentes |
| ----------- | -------------------------------- | ----------- | ----------- |
| 6º          | Dom Gerhard Ludwig Müller        | 2012-2019   |             |
| 5º          | William Joseph Cardeal Levada    | 2009-2012   |             |
| 4º          | Darío Cardeal Castrillón Hoyos   | 2000-2009   |             |
| 3º          | Angelo Cardeal Felici            | 1995-2000   |             |
| 2º          | Antonio Cardeal Innocenti        | 1991-1995   |             |
| 1º          | Paul Augustin Cardeal Mayer, OSB | 1988-1991   |             |